# Küçüktekke, Alaplı
Küçüktekke là một xã thuộc huyện Alaplı, tỉnh Zonguldak, Thổ Nhĩ Kỳ. Dân số thời điểm năm 2011 là 274 người.